# Damnatio memoriae

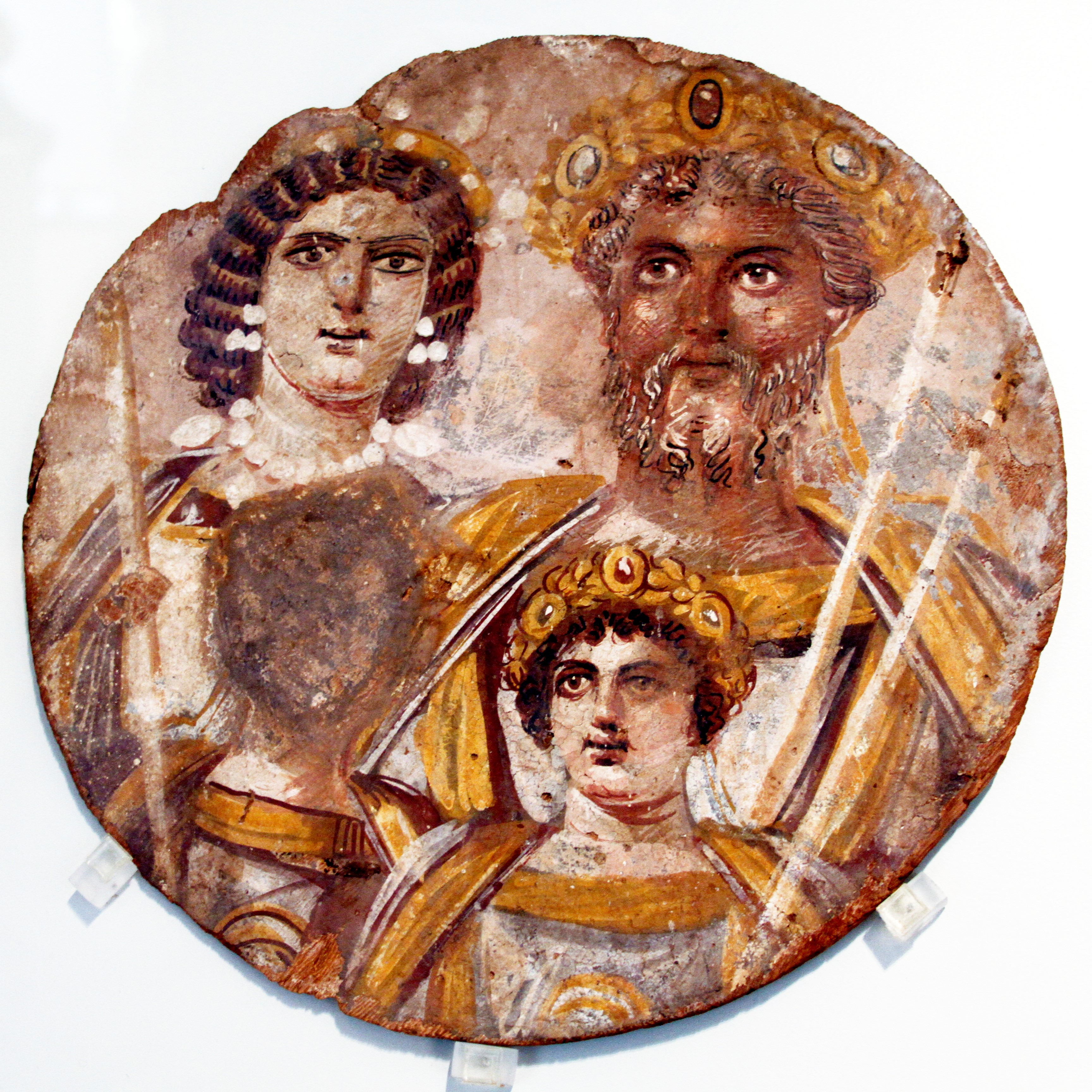
Tondo con la familia de Septimio Severo en el que aparecen retratados Severo, su esposa Julia Domna, sus hijos Caracalla y Geta, cuya cara ha sido borrada por su damnatio memoriae ordenada por su hermano y asesino Caracalla.

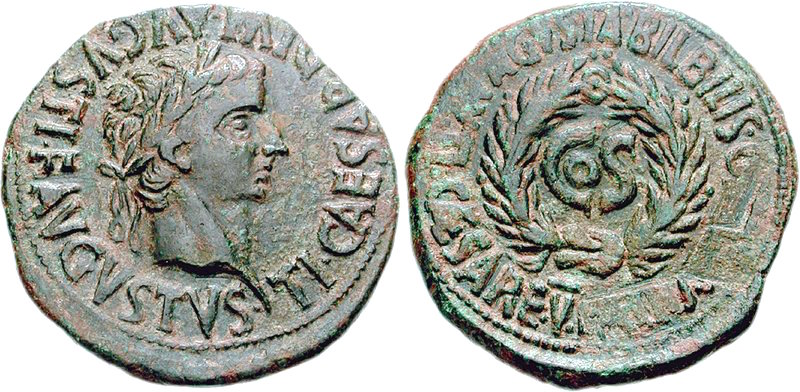
Sejano fue condenado a la damnatio memoriae después de conspirar contra Tiberio en 31; como consecuencia, sus estatuas fueron destruidas y su nombre borrado de todos los registros públicos. Esta moneda de Augusta Bilbilis, acuñada para conmemorar el consulado de Sejano, tiene raspado su nombre.

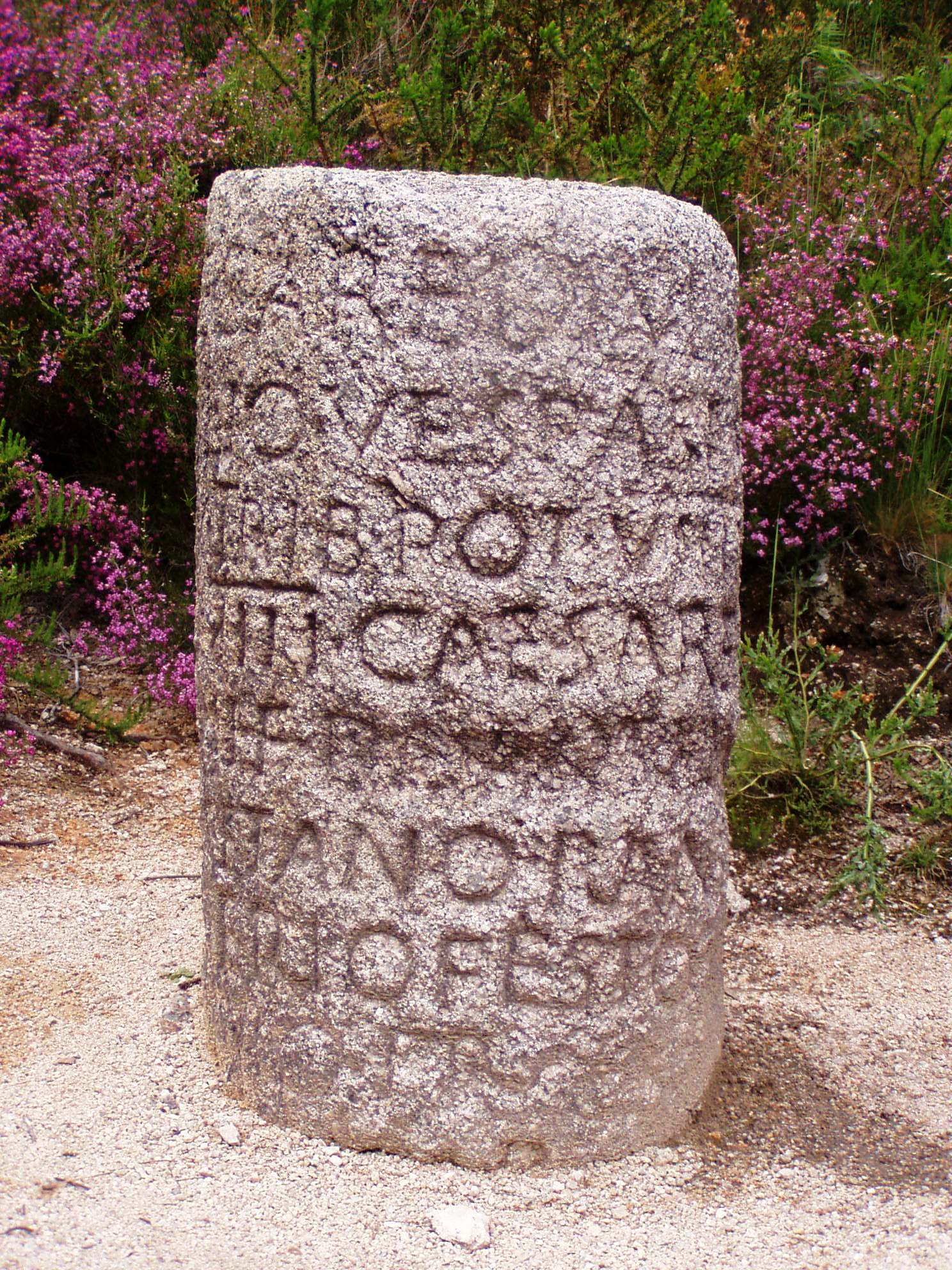
Miliario CIL II 4803 de la Vía Nova entre Bracara Augusta y Asturica Augusta, en la provincia Tarraconensis en Hispania erigido bajo Tito, con su hermano Domiciano como César, y a quien, tras su muerte en 96, se le sometió a la damnatio memoriae, por lo que su nombre fue borrado excavando el granito del miliario.

Damnatio memoriae es una locución latina que significa literalmente 'condena de la memoria'. Era una práctica de la antigua Roma consistente en, como su propio nombre indica, condenar el recuerdo de un enemigo del Estado tras su muerte. Cuando el Senado romano decretaba oficialmente la damnatio memoriae, se procedía a eliminar todo cuanto recordara al condenado: imágenes, monumentos, inscripciones, e incluso se llegaba a la prohibición de usar su nombre. Muchos emperadores también se vieron afectados por esta práctica.
La fórmula Damnatio memoriae es un término moderno que no se utilizaba en la Antigüedad. El primer documento académico del cual tenemos noticia donde se utiliza dicha expresión data de 1689 y es una tesis jurídica escrita en Leipzig por Christoph Schreiter titulada De Damnatione Memoriae.

## Damnatio memoriaeen la Antigua Roma
Damnatio memoriae. Nombre latino con que se conoce una decisión tomada por el poder político o religioso en la Antigüedad, romana o no, por la que se condenaba al olvido oficial y a la execración a algún personaje, su nombre, sus efigies, etc., debiendo ser desfigurados o destruidos todos aquellos objetos que los reprodujesen.
Gonzalo Borrás y Guillermo Fatás.

En la Antigüedad, la única forma que tenían las personas de alcanzar algo parecido a la inmortalidad era la gloria eterna. De esta manera, eliminar su legado de la Historia era uno de los mayores castigos. Aun así, la efectividad real de la damnatio memoriae era bastante dudosa, sobre todo por lo difícil que resulta borrar la existencia de alguien muy importante y conocido de su época. Era aún más complicado si esa persona había sido emperador, pues de alguna forma siempre estaría presente en el imaginario colectivo. No obstante, si se trataba de familiares o personas cercanas al emperador podría ser más fácil, sobre todo si la condena era impuesta por el propio emperador. 
Hoy en día, tenemos que entender esta condena dentro de la tradición y la cultura del momento. Los romanos, como los griegos, creían que una persona fallecida podía disfrutar de una vida tras la muerte si su memoria perpetuaba gracias a sus familiares o por el impacto cultural e histórico que podría haber causado. Por esta razón, entre otras, podemos encontrar muchos monumentos funerarios que recuerdan al difunto, sin importar su clase social.
Las sanciones de memoria habían nacido a partir de una serie de eventos socioculturales y políticos. Por un lado, destacaba el desarrollo de la humillación pública tanto en la oratoria como en la historiografía, además del descubrimiento de algunos castigos que realizaban en la Antigua Grecia y de la sensación romana de dominio sobre el Mediterráneo, que cada vez estaba más cerca de lo que sería el Imperio. Por otro lado, encontramos las tácticas de algunos privilegiados para poder destacar en la oligarquía que existía y así perpetuarse en el juego político.
Pese a que la tradición romana era estricta con lo sagrado y había que dar un entierro mínimamente digno a una persona, esta idea no era aceptada cuando se hablaba de alguien a quien se había considerado traidor. Al haberse saltado la ley, el infractor no tendría las mismas consideraciones que un ciudadano de pleno derecho. Cuando el que era considerado traidor era una figura importante, existían varias formas de eliminarlo de la Historia después de muerto. Una de ellas era la mutilación de los retratos, que era de las más poderosas. Así, se demostraba cómo la persona había caído en desgracia, recogiendo los conceptos de la infamia y la injuria contra el condenado.

## Procedimiento
El balance del reinado de un emperador romano se hacía después de su muerte, cuando el Senado convocaba una sesión y decidía en ella si el gobernante recién fallecido se había convertido en un dios y merecía por tanto que se le rindiera culto público. En ciertos casos, se admitía la divinización del emperador difunto y se le rendía homenaje; en otros, simplemente se elevaban oraciones en su honor y se admitía su culto dentro de su gens como parte del usual culto a los antepasados en Roma pero, en casos especiales, cuando el emperador muerto resultaba manifiestamente impopular y detestable (o si el sucesor deseaba imponer una visión muy negativa del fallecido), el Senado decretaba la damnatio memoriae y el nombre del perjudicado se borraba de monumentos, pinturas, monedas, edificios, etc., acto denominado abolitio nominis (borrar su nombre de las inscripciones).
Se destruían las estatuas del difunto condenado, junto con toda representación física de su imagen; sus leyes y decisiones se abrogaban o se consideraban como emitidas por su sucesor. Similar suerte corrían las obras que había construido que, si escapaban a la destrucción, se consideraban erigidas por sus sucesores. Esta práctica se conocía en el mundo helenístico y se introdujo en Roma después de la muerte de Julio César. Ciertos emperadores recibieron tras su muerte la damnatio memoriae casi por aclamación popular unánime pero sin aprobación oficial del Senado romano, como sucedió con Calígula y sus familiares directos. En realidad, solo tres emperadores romanos sufrieron de modo oficial la damnatio memoriae: Domiciano, Geta y Maximiano. Esta práctica podía extenderse a personas que nunca hubieran adquirido la dignidad de emperador pero que habían sido condenadas por crímenes especialmente odiosos como la traición y lesa majestad. Tal fue el caso de Sejano, prefecto y comandante de la guardia pretoriana de Tiberio, que fue acusado de liderar un amplio complot contra su soberano.
La damnatio era lo contrario de la apoteosis, cuyo significado era que el emperador fallecido obtenía la deificación y recibía público homenaje por ello, al considerar que había «ascendiendo al cielo de los dioses». No obstante, queda cuestionado el hecho de si la damnatio memoriae cumplía sus fines pues, en la práctica, resultaba muy difícil borrar todo recuerdo de un romano importante, y menos aún la de un emperador, tanto por su mención en crónicas y en historias, como por la imposibilidad física de controlar la difusión privada del recuerdo de un difunto y por el hecho mismo de que la damnatio memoriae era un castigo destinado a impresionar al pueblo de Roma y, para ello, era preciso mantener el recuerdo del condenado.

## Emperadores romanos condenados
Estos son algunos de los emperadores romanos condenados:
- Calígula
- Nerón
- Galba
- Otón
- Vitelio
- Domiciano
- Cómodo
- Clodio Albino
- Geta
- Macrino
- Heliogábalo
- Maximino el Tracio
- Pupieno
- Balbino
- Filipo el Árabe
- Treboniano Galo
- Emiliano
- Caro
- Numeriano
- Carino
- Maximiano
- Maximino Daya
- Majencio
- Licinio
- Constantino II

## Prácticas similares en otros momentos históricos

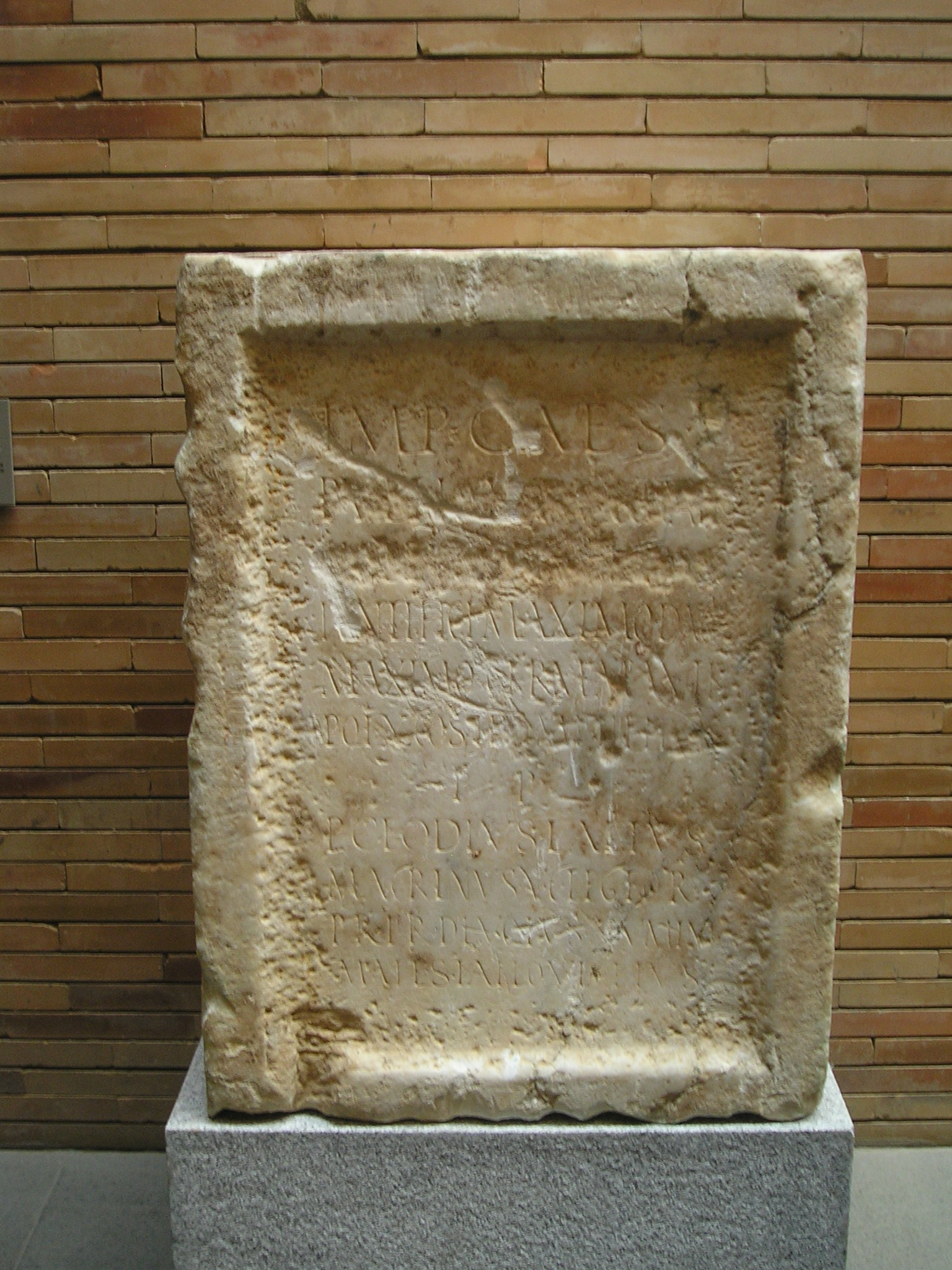
Inscripción honoraria romana procedente de Mérida (Badajoz, España) dedicada en honor del emperador Galieno, cuyo nombre ha sido borrado por instigación del usurpador Póstumo, cuando las provincias hispanas juraron lealtad al Imperio Gálico en 260.